# Bani Saf
Bani Saf (arab. بني صاف) – miasto w północno-zachodniej Algierii, w wilai Ajn Tumuszanat, nad Morzem Śródziemnym.
Około 48 tys. mieszkańców w 2003 r.